# Vì bạn xứng đáng
Vì bạn xứng đáng là một chương trình trò chơi truyền hình do Đài Truyền hình Việt Nam (VTV) sản xuất, được phát sóng trên kênh VTV3 từ ngày 23 tháng 6 năm 2013. Chương trình này là phiên bản Việt Nam của You Deserve It (ABC), trò chơi truyền hình thuộc sở hữu của tập đoàn Đức Red Arrow Entertainment Group GmbH (nay là Red Arrow Studios International GmbH).
Đây là chương trình truyền hình đầu tiên mà người tham gia không chỉ chơi vì bản thân mà còn vì người khác. Đó là những người đã hoặc đang đóng góp cho xã hội nhưng không may mắn trong cuộc sống, và là động lực để người chơi nỗ lực hết mình và giành lấy giá trị giải thưởng cao nhất lên tới 80.000.000 đồng (trong chín năm đầu tiên là 100.000.000 đồng).
Người chơi tham gia chương trình có thể là người thân trong gia đình, bạn bè, đồng nghiệp hay cũng có thể là một người nổi tiếng cảm kích trước một câu chuyện đời của một người khác mà họ biết hoặc thông qua các phương tiện truyền thông. Điều đặc biệt của Vì bạn xứng đáng là khi người chơi đang phải cố gắng vượt qua các thử thách để giành chiến thắng thì nhân vật đặc biệt được hưởng số tiền người chơi kiếm được (nhân vật thụ hưởng) hầu hết lại không hề hay biết gì cho đến khi họ nhận được điều bất ngờ từ chương trình.

## Luật chơi
Trong chương trình, người chơi được yêu cầu cần kiếm nhiều tiền nhất có thể cho một người thụ hưởng, là người cần giúp đỡ được người chơi giới thiệu với chương trình và là người được giám sát trong suốt chương trình.
Người chơi phải trải qua năm vòng thi liên quan đến việc xác định chủ đề "Ai" (là một người, một nhân vật có thật hoặc hư cấu), "Ở đâu" (là một địa điểm nằm trên bản đồ địa lý thế giới) hoặc dạng "???" ("hỏi rất nhiều vấn đề", có thể là một sự vật, hiện tượng bất kỳ) dựa trên một loạt các gợi ý, với tối đa 10 gợi ý có mệnh giá tiền khác nhau ở mỗi vòng. Bắt đầu vòng chơi, người chơi được tặng trước một số tiền ứng với cấp độ hiện tại (bắt đầu từ cấp độ 1), sau đó được biết chủ đề và gợi ý đầu tiên của vòng đó. Nếu có đáp án đúng khi chưa mở thêm gợi ý nào sẽ nhận được đủ số tiền đã có. Nếu không, người chơi phải dùng số tiền đã được tặng để mua các gợi ý tiếp theo. Các gợi ý được sắp xếp theo thứ tự chi tiết dần với giá trị ngẫu nhiên, được đánh số từ 1 đến 9. Người chơi chọn 1 trong 9 số này, số tiền được mở ra sẽ bị trừ vào tài khoản của vòng chơi. Nếu người chơi chọn mệnh giá tiền càng thấp thì số tiền còn lại càng cao và ngược lại.
Người chơi có thể trả lời bất cứ lúc nào. Trả lời đúng sẽ được cộng số tiền còn lại của vòng chơi (sau khi mua các gợi ý trong vòng đó) vào tổng số tiền của người chơi, đồng thời người chơi được tiến vòng tiếp theo (nếu còn) ở cấp độ cao hơn kế tiếp. Trả lời sai (hoặc không trả lời được sau khi mở các gợi ý), số tiền chưa sử dụng bị mất đi và người chơi sẽ phải chơi lại vòng tiếp theo (nếu còn) tương ứng với cấp độ hiện tại, đồng thời cấp độ cao nhất sẽ giảm xuống một bậc. Nếu người chơi mua hết các gợi ý, họ sẽ hết toàn bộ số tiền của vòng đó, nhưng vẫn phải cố gắng trả lời đúng câu hỏi để được chơi vòng tiếp theo.
Bắt đầu từ ngày 3 tháng 3 năm 2024, ngoài việc kiếm tiền thưởng cho người thụ hưởng, người chơi cũng sẽ được tặng một kỷ niệm chương vào cuối chương trình (trong những năm đầu tiên, họ sẽ được tặng một cuốn sách).

### Mức tiền thưởng
Có tất cả năm vòng trong mỗi lượt chơi, với tổng số tiền thưởng tối đa là 80.000.000 đồng (trong 9 năm đầu là 100.000.000 đồng), nếu trả lời đúng tất cả các câu hỏi trong suốt cuộc chơi và không mua bất kỳ gợi ý nào.

#### 23 tháng 6 năm 2013 – 27 tháng 8 năm 2022
| Cấp độ                | 1              | 2              | 3              | 4              | 5              |
| --------------------- | -------------- | -------------- | -------------- | -------------- | -------------- |
| Tiền thưởng ban đầu   | 10.000.000 VNĐ | 15.000.000 VNĐ | 20.000.000 VNĐ | 25.000.000 VNĐ | 30.000.000 VNĐ |
| Giá trị của các gợi ý | 50.000 VNĐ     | 50.000 VNĐ     | 100.000 VNĐ    | 100.000 VNĐ    | 150.000 VNĐ    |
| Giá trị của các gợi ý | 100.000 VNĐ    | 150.000 VNĐ    | 200.000 VNĐ    | 250.000 VNĐ    | 300.000 VNĐ    |
| Giá trị của các gợi ý | 200.000 VNĐ    | 300.000 VNĐ    | 400.000 VNĐ    | 500.000 VNĐ    | 600.000 VNĐ    |
| Giá trị của các gợi ý | 400.000 VNĐ    | 600.000 VNĐ    | 800.000 VNĐ    | 1.000.000 VNĐ  | 1.200.000 VNĐ  |
| Giá trị của các gợi ý | 1.000.000 VNĐ  | 1.500.000 VNĐ  | 2.000.000 VNĐ  | 2.500.000 VNĐ  | 3.000.000 VNĐ  |
| Giá trị của các gợi ý | 1.500.000 VNĐ  | 2.250.000 VNĐ  | 3.000.000 VNĐ  | 3.750.000 VNĐ  | 4.500.000 VNĐ  |
| Giá trị của các gợi ý | 1.750.000 VNĐ  | 2.650.000 VNĐ  | 3.500.000 VNĐ  | 4.400.000 VNĐ  | 5.250.000 VNĐ  |
| Giá trị của các gợi ý | 2.000.000 VNĐ  | 3.000.000 VNĐ  | 4.000.000 VNĐ  | 5.000.000 VNĐ  | 6.000.000 VNĐ  |
| Giá trị của các gợi ý | 3.000.000 VNĐ  | 4.500.000 VNĐ  | 6.000.000 VNĐ  | 7.500.000 VNĐ  | 9.000.000 VNĐ  |

#### 3 tháng 3 năm 2024 – 25 tháng 8 năm 2024, 20 tháng 2 năm 2025 – nay
| Cấp độ                | 1             | 2              | 3              | 4              | 5              |
| --------------------- | ------------- | -------------- | -------------- | -------------- | -------------- |
| Tiền thưởng ban đầu   | 8.000.000 VNĐ | 12.000.000 VNĐ | 16.000.000 VNĐ | 20.000.000 VNĐ | 24.000.000 VNĐ |
| Giá trị của các gợi ý | 50.000 VNĐ    | 50.000 VNĐ     | 100.000 VNĐ    | 100.000 VNĐ    | 150.000 VNĐ    |
| Giá trị của các gợi ý | 100.000 VNĐ   | 150.000 VNĐ    | 200.000 VNĐ    | 250.000 VNĐ    | 300.000 VNĐ    |
| Giá trị của các gợi ý | 200.000 VNĐ   | 300.000 VNĐ    | 400.000 VNĐ    | 500.000 VNĐ    | 600.000 VNĐ    |
| Giá trị của các gợi ý | 400.000 VNĐ   | 600.000 VNĐ    | 800.000 VNĐ    | 1.000.000 VNĐ  | 1.250.000 VNĐ  |
| Giá trị của các gợi ý | 800.000 VNĐ   | 1.100.000 VNĐ  | 1.500.000 VNĐ  | 1.800.000 VNĐ  | 2.000.000 VNĐ  |
| Giá trị của các gợi ý | 1.100.000 VNĐ | 1.700.000 VNĐ  | 2.200.000 VNĐ  | 2.850.000 VNĐ  | 3.500.000 VNĐ  |
| Giá trị của các gợi ý | 1.350.000 VNĐ | 2.100.000 VNĐ  | 2.800.000 VNĐ  | 3.500.000 VNĐ  | 4.200.000 VNĐ  |
| Giá trị của các gợi ý | 1.600.000 VNĐ | 2.400.000 VNĐ  | 3.200.000 VNĐ  | 4.000.000 VNĐ  | 4.800.000 VNĐ  |
| Giá trị của các gợi ý | 2.400.000 VNĐ | 3.600.000 VNĐ  | 4.800.000 VNĐ  | 6.000.000 VNĐ  | 7.200.000 VNĐ  |

## Người dẫn chương trình

### Trường quay
- Trấn Thành
- Quyền Linh

### Hiện trường

#### Khu vực phía Bắc
- Thanh Vân
- Thanh Hương

#### Khu vực phía Nam
- Khởi My
- Thanh Thảo
- Lâm Vỹ Dạ
- Kim Thảo
- Thanh Vân

## Phát sóng
Tất cả các số phát sóng của chương trình đều được chiếu trên kênh VTV3 của Đài Truyền hình Việt Nam. Trong những năm đầu lên sóng, chương trình được phát sóng liên tục vào mỗi chủ nhật hàng tuần với khung giờ lần lượt là 17:00 (từ ngày 23 tháng 6 năm 2013 đến ngày 11 tháng 10 năm 2015) và 16:10 (từ ngày 18 tháng 10 năm 2015 đến ngày 21 tháng 11 năm 2021).
Từ năm 2022, chương trình được phát sóng theo mùa trong khoảng thời gian nhất định.
| Năm  | Giờ phát sóng  | Ngày bắt đầu | Ngày kết thúc  |
| ---- | -------------- | ------------ | -------------- |
| 2022 | 11:00 thứ bảy  | 14 tháng 5   | 27 tháng 8     |
| 2024 | 20:00 chủ nhật | 3 tháng 3    | 25 tháng 8     |
| 2025 | 21:00 thứ năm  | 20 tháng 2   | Đang phát sóng |

### Tạm ngừng ghi hình và phát sóng
Vào ngày 7 tháng 10 năm 2018, Vì bạn xứng đáng đã phải tạm hoãn phát sóng một số do trùng thời điểm diễn ra quốc tang Nguyên Tổng bí thư kiêm chủ tịch Hội đồng Bộ trưởng Đỗ Mười.
Trong các ngày từ 27 tháng 6 đến 26 tháng 9 năm 2021, chương trình đã tạm ngưng ghi hình và phát sóng do ảnh hưởng của dịch COVID-19 (việc tạm dừng ghi hình đã được phía đơn vị sản xuất thông báo từ ngày 9 tháng 5 năm 2021).

## Tranh cãi
Trong số phát sóng ngày 5 tháng 3 năm 2017, chương trình đã gây tranh cãi khi trong một câu hỏi về Ricky Martin cho á hậu Ngọc Huyền, chương trình đã đưa ra một trong số những gợi ý là "bị đồng tính". Sau khi chương trình được phát sóng đã nhận phải chỉ trích là thiếu kỹ lưỡng trong khâu kiểm duyệt khi đồng tính dùng để chỉ xu hướng tình dục hoàn toàn bình thường nhưng cách dùng từ "bị đồng tính" lại mang ý nghĩa tiêu cực và dùng để chỉ đồng tính là một xu hướng xấu trong xã hội.

## Nhà tài trợ
- Bibica (23 tháng 6, 2013 - 14 tháng 6, 2015)
- Sữa tắm Thebol (23 tháng 6, 2013 - 15 tháng 6, 2014)